# گوردون مک‌دونالد
گوردون مک‌دونالد (انگلیسی: Gordon McDonald) بازیکن فوتبال اهل کانادا بود.
وی به‌همراه باشگاه فوتبال گالت به قهرمانی بازی‌های المپیک تابستانی ۱۹۰۴ دست پیدا کرده‌است.